# Kornelije Stanković
Ne pas confondre avec l'évêque orthodoxe serbe Kornilije Stanković
Kornelije Stanković (en serbe cyrillique : Корнелије Станковић), né le 18 août 1831 à Buda et mort le 5 avril 1865 à Buda, est un compositeur serbe. Il fut l'un des grands représentants de la musique romantique dans son pays.

## Biographie

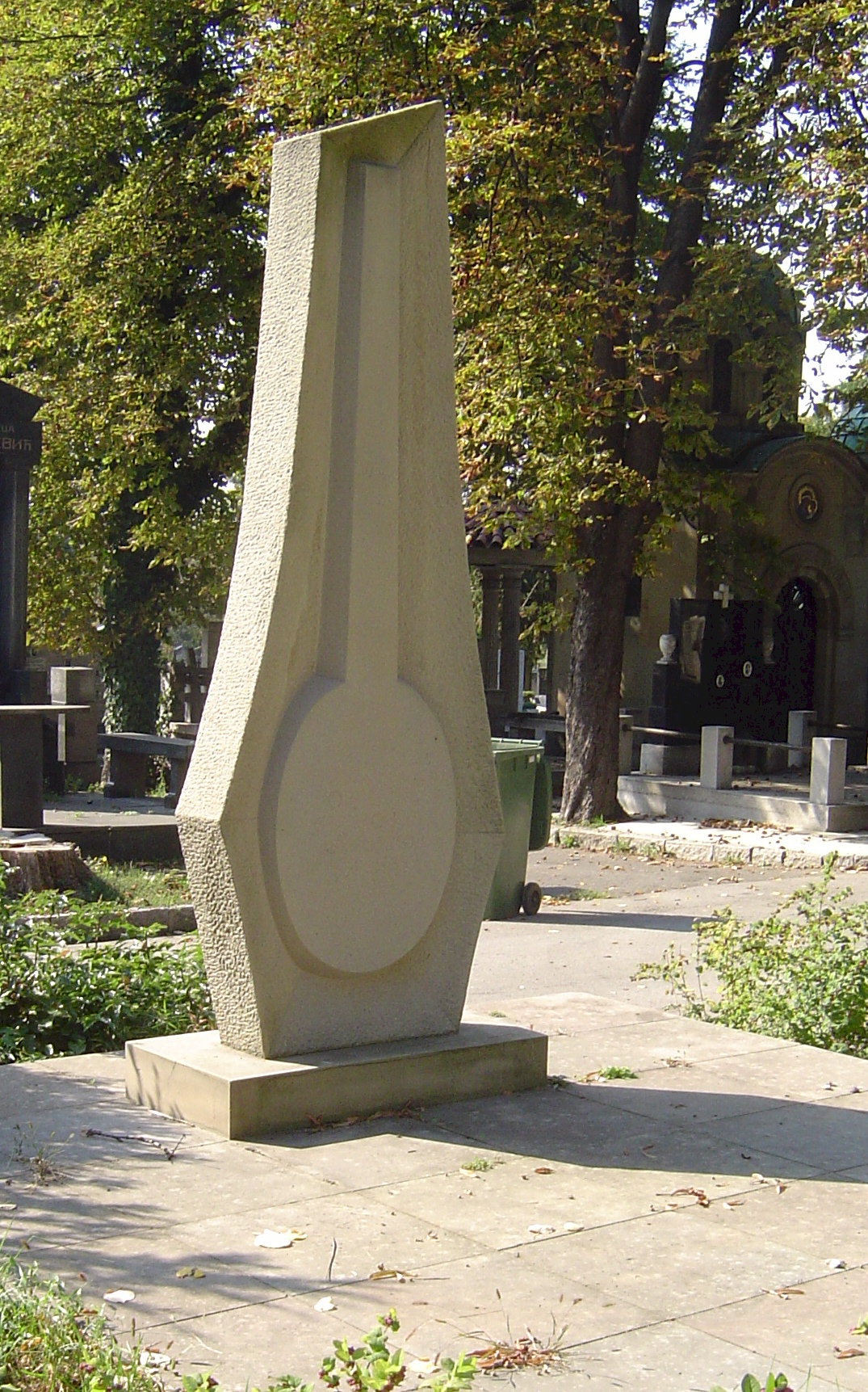
La tombe de Kornelije Stanković dans l'Allée des Grands du Nouveau cimetière de Belgrade

Kornelije Stanković est né le 18 août 1831 (calendrier julien) à Tabán, le quartier serbe de Buda, dans une famille de Serbes qui avaient fui leur pays lors de la Grande migration de 1690. Il étudia à Arad, à Segedin, à Pest et à Vienne. C'est dans cette ville qu'il entreprit son travail sur la notation de la musique profane ; il composa sa première œuvre sacrée, les Deux Liturgies, alors qu'il étudiait à Vienne sous la direction du professeur, compositeur et organiste Simon Sechter. En 1855-1857, il séjourna à Sremski Karlovci puis, en 1861, au monastère de Ravanica dans la Fruška gora, où il nota un grand nombre de pièces religieuses. Peu après, il harmonisa des chants d'église pour chœur mixte, ce qui lui valut à l'époque de nombreuses critiques. Kornelije Stanković mourut le 5 avril 1865. Le 25 février 1940, sa dépouille fut transférée de Budapest à Belgrade, où elle repose désormais dans l'Allée des Grands du Nouveau cimetière.